# Oncozygia clavicornis
Oncozygia clavicornis är en insektsart som beskrevs av Carl Stål 1872. Oncozygia clavicornis ingår i släktet Oncozygia och familjen bärfisar. Inga underarter finns listade i Catalogue of Life.